# نادي بارلا
نادي ديبورتيفو بارلا (Agrupación Deportiva Parla) هو نادٍ رياضي إسباني يقع في بلدية بارلا التابعة لمجتمع مدريد المستقل. تأسس النادي في عام 1973، ويُعد من الأندية الصغيرة في إسبانيا، لكنه يحمل أهمية تاريخية خاصة لكونه أحد المحطات المبكرة في مسيرة النجم والمدرب الشهير رافا بينيتيز كلاعب.
ينافس نادي بارلا في الدرجات الإقليمية أو الدرجة الثالثة (Tercera División) من نظام الدوري الإسباني لكرة القدم، والتي تُعتبر المستوى الرابع أو الخامس في هيكل كرة القدم الإسبانية، بحسب التعديلات السنوية. وعلى مدار تاريخه، صعد الفريق وهبط بين هذه الدرجات، لكنه حافظ على حضور مستقر في منافسات الدوري الإقليمي.